# Superman II
Superman II (1980) este un film științifico-fantastic cu supereroi regizat de Richard Lester, o continuare a filmului Superman I din 1978. În film interpretează actorii Gene Hackman, Christopher Reeve, Terence Stamp, Ned Beatty, Sarah Douglas, Margot Kidder și Jack O'Halloran.  

## Distribuție
- Gene Hackman este Lex Luthor[2]
- Christopher Reeve este Clark Kent / Superman[2]
- Ned Beatty este Otis[2]
- Jackie Cooper este Perry White [2]
- Sarah Douglas este Ursa [2]
- Margot Kidder este Lois Laneeste [2]
- Jack O'Halloran este Non [2]
- Valerie Perrine este Eve Teschmacher [2]
- Susannah York este Lara [2]
- E. G. Marshall este președintele SUA [2]
- Marc McClure este Jimmy Olsen [2]
- Terence Stamp este Generalul Zod[2]